# Aleksandr Koulikovski
Aleksandr Koulikovski, né le 2 janvier 1997 à Maïkop, est un coureur cycliste russe.

## Biographie
En 2014, Aleksandr Koulikovski se révèle en terminant deuxième du championnat du monde juniors, uniquement devancé d'une demi-longueur au sprint par l'Allemand Jonas Bokeloh.
Lors de la saison 2015, il remporte au mois de mai une étape de la Course de la Paix juniors. En septembre, il se présente au départ du Tour des Landes, compétition régionale française, avec le club Culture Vélo Racing. Vainqueur au sprint de la première étape, il remporte le classement général le lendemain, terme de l'épreuve.
En 2016, il s'impose sur la Minsk Cup devant Yauheni Hutarovich. Il gagne également le Trophée Almar, manche de la Coupe des Nations espoirs, ainsi qu'une étape du Baltic Chain Tour.

## Palmarès
- 2014
  -  Médaillé d'argent du championnat du monde sur route juniors
- 2015
  - 1re étape de la Course de la Paix juniors
  - Tour des Landes :
    - Classement général
    - 1re étape
- 2016
  - Minsk Cup
  - Trophée Almar
  - 1re étape du Baltic Chain Tour
  - 1re étape de la Friendship People North-Caucasus Stage Race
- 2017
  - 2e du championnat de Russie sur route espoirs
- 2018
  - 5e étape du Friendship People North-Caucasus Stage Race

## Classements mondiaux
| Année                                 | 2016 | 2017  | 2018  | 2019  |
| ------------------------------------- | ---- | ----- | ----- | ----- |
| Classement mondial                    | 510e | 1937e | 1773e | 2983e |
| UCI Europe Tour                       | 286e | 1229e | 1168e | 1837e |
|                                       |      |       |       |       |
| Légende : nc = non classéSource : UCI |      |       |       |       |